# Liste der Länderspiele der deutschen U-15-Fußballnationalmannschaft
Die deutsche U-15-Fußballnationalmannschaft ist eine Nationalmannschaft des DFB. Da es für diese Altersklasse keine Wettbewerbe der UEFA und FIFA gibt, bestreitet das Team nur Freundschaftsspiele. Die offizielle DFB-Statistik weist unter der Bezeichnung U-15-Junioren Partien ab dem Jahr 2007 aus.

## Legende
Dieser Abschnitt dient als Legende für die nachfolgenden Tabellen.
- A = Auswärtsspiel
- H = Heimspiel
- * = Spiel auf neutralem Platz
- i. E. = im Elfmeterschießen
- grüne Hintergrundfarbe = Sieg der deutschen Mannschaft
- gelbe Hintergrundfarbe = Unentschieden
- rote Hintergrundfarbe = Niederlage der deutschen Mannschaft

## Liste der Spiele
| Nr. | Datum             | Ergebnis    | Gegner             |   | Austragungsort                                                    | Anlass                                | Bemerkungen |
| --- | ----------------- | ----------- | ------------------ | - | ----------------------------------------------------------------- | ------------------------------------- | ----------- |
| 1   | 20. April 2007    | 4:1         | Schweiz            | H | Gazi-Stadion auf der Waldau, Stuttgart, Deutschland               | Freundschaftsspiel                    |             |
| 2   | 18. Mai 2007      | 4:3         | Polen              | H | Sportplatz „Am Lindenberg“, Weimar, Deutschland                   | Freundschaftsspiel                    |             |
| 3   | 11. Juni 2008     | 1:1         | Polen              | H | Homberg, Deutschland                                              | Freundschaftsspiel                    |             |
| 4   | 21. Mai 2009      | 2:0         | Vereinigte Staaten | H | Stadion „Am Hohen Busch“, Viersen, Deutschland                    | Freundschaftsspiel                    |             |
| 5   | 10. Juni 2009     | 3:0         | Polen              | H | Thermo Fisher Stadion, Langenselbold, Deutschland                 | Freundschaftsspiel                    |             |
| 6   | 11. November 2009 | 6:2         | Estland            | H | Müritzstadion, Waren, Deutschland                                 | Freundschaftsspiel                    |             |
| 7   | 11. Mai 2010      | 2 : 0       | Polen              | A | Kostrzyn, Polen                                                   | Freundschaftsspiel                    |             |
| 8   | 13. Mai 2010      | 2 : 3       | Polen              | A | Slubice, Polen                                                    | Freundschaftsspiel                    |             |
| 9   | 9. November 2010  | 5 : 1       | Polen              | H | Jahnstadion, Buchbach, Deutschland                                | Freundschaftsspiel                    |             |
| 10  | 11. November 2010 | 2 : 0       | Polen              | H | Eggenfelden, Deutschland                                          | Freundschaftsspiel                    |             |
| 11  | 7. Juni 2011      | 3 : 1       | Portugal           | H | Fuchsparkstadion, Bamberg, Deutschland                            | Freundschaftsspiel                    |             |
| 12  | 9. Juni 2011      | 4 : 0       | Portugal           | H | Waldstadion, Weismain, Deutschland                                | Freundschaftsspiel                    |             |
| 13  | 8. November 2011  | 3 : 5       | Polen              | A | Kolobrzeg, Polen                                                  | Freundschaftsspiel                    |             |
| 14  | 10. November 2011 | 2 : 2       | Polen              | A | Drawsko, Polen                                                    | Freundschaftsspiel                    |             |
| 15  | 22. Mai 2012      | 3 : 1       | Niederlande        | H | Zollinland, Bremerhaven, Deutschland                              | Freundschaftsspiel                    |             |
| 16  | 24. Mai 2012      | 3 : 2       | Niederlande        | H | Stadion am Berliner Ring, Verden (Aller), Deutschland             | Freundschaftsspiel                    |             |
| 17  | 12. Juni 2012     | 3 : 2       | Zypern             | H | Werner-Seelenbinder-Stadion, Luckenwalde, Deutschland             | Freundschaftsspiel                    |             |
| 18  | 14. Juni 2012     | 7 : 1       | Zypern             | H | Berlin, Deutschland                                               | Freundschaftsspiel                    |             |
| 19  | 7. November 2012  | 1 : 1       | Südkorea           | H | Bruchwegstadion auf dem Wolfgang Frank Campus, Mainz, Deutschland | Freundschaftsspiel                    |             |
| 20  | 9. November 2012  | 1 : 0       | Südkorea           | H | Stadion Blumengarten, Ingelheim, Deutschland                      | Freundschaftsspiel                    |             |
| 21  | 20. März 2013     | 2 : 0       | Schottland         | H | Campo Gravis, San Giorgio della Richinvelda, Italien              | U 15-Vier-Nationen-Turnier in Italien |             |
| 22  | 22. März 2013     | 1 : 0       | Russland           | H | XXV Aprile - Aldo Castanetto, Sacile, Italien                     | U 15-Vier-Nationen-Turnier in Italien |             |
| 23  | 24. März 2013     | 1 : 3       | Italien            | A | Omero Tognon, Fontanafredda, Italien                              | U 15-Vier-Nationen-Turnier in Italien |             |
| 24  | 14. Mai 2013      | 4 : 1       | Niederlande        | A | Nuth, Niederlande                                                 | Freundschaftsspiel                    |             |
| 25  | 16. Mai 2013      | 1 : 2       | Niederlande        | A | Nuth, Niederlande                                                 | Freundschaftsspiel                    |             |
| 26  | 5. November 2013  | 2 : 1       | Südkorea           | H | Jahnstadion Bottrop, Bottrop, Deutschland                         | Freundschaftsspiel                    |             |
| 27  | 7. November 2013  | 3 : 1       | Südkorea           | H | (nicht angegeben)                                                 | Freundschaftsspiel                    |             |
| 28  | 20. Mai 2014      | 1 : 1       | Niederlande        | H | (nicht angegeben)                                                 | Freundschaftsspiel                    |             |
| 29  | 22. Mai 2014      | 2 : 0       | Niederlande        | H | (nicht angegeben)                                                 | Freundschaftsspiel                    |             |
| 30  | 21. Mai 2015      | 1 : 0       | Niederlande        | A | DETO Twenterand, Vriezenveen, Niederlande                         | Freundschaftsspiel                    |             |
| 31  | 23. Mai 2015      | 1 : 2       | Niederlande        | A | DETO Twenterand, Vriezenveen, Niederlande                         | Freundschaftsspiel                    |             |
| 32  | 19. Mai 2016      | 1 : 0       | Niederlande        | H | Hoheellern-Stadion, Leer, Deutschland                             | Freundschaftsspiel                    |             |
| 33  | 21. Mai 2016      | 1 : 2       | Niederlande        | H | Jadestadion, Wilhelmshaven, Deutschland                           | Freundschaftsspiel                    |             |
| 34  | 3. Mai 2018       | 0 : 1       | Niederlande        | H | Eintracht-Stadion, Nordhorn, Deutschland                          | Freundschaftsspiel                    |             |
| 35  | 5. Mai 2018       | 1 : 2       | Niederlande        | H | Eintracht-Stadion, Nordhorn, Deutschland                          | Freundschaftsspiel                    |             |
| 36  | 9. Mai 2019       | 1 : 2       | Niederlande        | A | Stadion Marsdijk, Assen, Niederlande                              | Freundschaftsspiel                    |             |
| 37  | 11. Mai 2019      | 2 : 0       | Niederlande        | A | Stadion Marsdijk, Assen, Niederlande                              | Freundschaftsspiel                    |             |
| 38  | 5. Mai 2022       | 2 : 1       | Niederlande        | H | Sportanlage am Schulzentrum, Garrel, Deutschland                  | Freundschaftsspiel                    |             |
| 39  | 7. Mai 2022       | 1 : 2       | Niederlande        | H | Sportanlage am Schulzentrum, Garrel, Deutschland                  | Freundschaftsspiel                    |             |
| 40  | 4. Mai 2023       | 3 : 0       | Niederlande        | A | Achilles 1894, Assen, Niederlande                                 | Freundschaftsspiel                    |             |
| 41  | 6. Mai 2023       | 1 : 2       | Niederlande        | A | Achilles 1894, Assen, Niederlande                                 | Freundschaftsspiel                    |             |
| 42  | 7. Mai 2024       | 5 : 4 i. E. | Niederlande        | H | Stadion Südstraße, Bad Pyrmont, Deutschland                       | Freundschaftsspiel                    |             |
| 43  | 10. Mai 2024      | 5 : 4 i. E. | Niederlande        | H | Stadion Südstraße, Bad Pyrmont, Deutschland                       | Freundschaftsspiel                    |             |